# Le journal de Lady M
Le journal de Lady M é um filme de drama suíço de 1993 dirigido e escrito por Alain Tanner. Foi selecionado como representante da Suíça à edição do Oscar 1994, organizada pela Academia de Artes e Ciências Cinematográficas.

## Elenco
- Myriam Mézières - M
- Juanjo Puigcorbé - Diego
- Félicité Wouassi - Nuria